# Raoul de Caen
Œuvres principales
- Gesta Tancredi

Raoul de Caen (Radulf ou Radulfus Cadomensis en latin), né vers 1080 dans la ville de Caen d’où il tire son nom et mort autour de 1120, est un écrivain normand auteur de la Gesta Tancredi.

## Biographie
Raoul de Caen fit ses études à Caen sous Arnoul de Rœux, qui devint par la suite patriarche de Jérusalem et dont il fait l’éloge en plus d’un endroit de son ouvrage. Dans sa préface, il invoque la critique d’Arnoul comme celle d’un maître et le prie de corriger son livre, de retrancher ce qui pourrait y manquer, soit pour la vérité, soit pour les ornements du style.
Avant tout un guerrier, Raoul est un chevalier normand. Il avait quitté de bonne heure sa patrie pour aller chercher la gloire sous les armes au service du prince Bohémond de Tarente, notamment lors de l'expédition de ce dernier en Grèce, en 1107. Il était, également sous les ordres de ce dernier, au siège de Durrazzo, l’année de ses dix-sept ans. En 1108, on le retrouve en Terre sainte et, plus précisément, en Syrie actuelle, pour servir Tancrède de Hauteville, prince d’Antioche en intérim lors des absences de Bohémond. 
Raoul relate, dans sa préface, que Bohémond et Tancrède, à qui il entendait raconter tous les jours les grands évènements auxquels ils avaient pris part, ne cessaient de l’engager à raconter l’histoire de la croisade, parce qu’ils le regardaient comme plus capable qu’aucun autre d’exécuter cette entreprise. Mais Raoul, pour ne pas être accusé de flatterie résolut de s’abstenir de louer Tancrède de son vivant et de ne publier son ouvrage qu’après la mort de ce guerrier.
Après la mort de Tancrède en 1112, Raoul rédige donc sa Gesta Tancredi pour rappeler les exploits de son valeureux prince, Tancrède de Hauteville, petit-fils de Robert Guiscard, neveu de Bohémond de Tarente, et l'un des héros de la Croisade (1095-1099). Le nom complet de cet ouvrage est « Gesta Tancredi In Expeditione Hierosolymitana ».
L’œuvre est écrite avant 1118 mais s'arrête brusquement en 1105, le reste du document étant certainement perdu. Cette histoire tout en l’honneur de Tancrède n’en est pas moins précieuse pour l’histoire générale de la première expédition des croisés en Orient. Si Raoul n’a pas vu de ses propres yeux ce qu’il raconte, il a du moins été à portée d’être instruit mieux que personne de ce qui s’était passé depuis 1096 jusqu’en 1107, où il devint témoin oculaire des évènements.
Cette chronique est écrite par chapitres et ces chapitres sont tantôt en prose et tantôt en vers. Raoul, comme historien, doit être examiné avec une attention particulière pour éclairer ou rectifier certains points historiques car il diffère souvent dans ses récits des auteurs contemporains.
Raoul de Caen a rapporté des actes de cannibalisme commis par les croisés lors de la première croisade, il raconte dans sa chronique que « Les nôtres faisaient bouillir les païens adultes vivants dans les marmites et fixaient les enfants sur de broches pour les dévorer grillés ». Ces cas d'anthropophagie furent commis par l'armée croisée dans la localité syrienne de Ma'arrat al-Numan.

## Œuvre
- (la) Gesta Tancredi in expeditione hierosolymitana, site thelatinlibrary.com
  - Faits et gestes du prince Tancrède pendant l'expédition de Jérusalem, Éd. Guizot, Paris, J.-L.-J. Brière, 1825